# Genatra spinosa
Genatra spinosa är en insektsart som beskrevs av Nielson 1983. Genatra spinosa ingår i släktet Genatra och familjen dvärgstritar. Inga underarter finns listade i Catalogue of Life.